# Edward Millen
Edward Millen (ur. 7 listopada 1860 w Deal, zm. 14 września 1923 w Melbourne) – australijski dziennikarz i polityk angielskiego pochodzenia, wielokrotny członek gabinetu federalnego Australii, m.in. jako minister obrony (1913-1914) i minister ds. repatriacji (1917-1923).

## Życiorys

### Młodość i kariera zawodowa
Urodził się i wychował w hrabstwie Kent w Anglii, jednak już jako dwudziestolatek wyemigrował do Australii, gdzie osiadł w północnej części Nowej Południowej Walii. Prowadził hodowlę bydła i owiec, pisywał także artykuły do lokalnych gazet, w końcu stał się też współwłaścicielem jednej z nich. Na początku XX wieku przeniósł się do Sydney, gdzie zajął się pośrednictwem w handlu nieruchomościami. 

### Kariera polityczna
W 1891 po raz pierwszy startował w wyborach do Zgromadzenia Ustawodawczego Nowej Południowej Walii jako kandydat Partii Wolnego Handlu. Mandat zdobył dopiero za drugim razem, w 1894 roku. W 1898 nie zdołał obronić mandatu w kolejnych wyborach, ale już w kolejnym w roku powrócił do parlamentu kolonii jako członek Rady Ustawodawczej, pochodzący z nominacji premiera George’a Reida. 
Po powstaniu Związku Australijskiego w 1901 roku, Millen przeniósł się do parlamentu federalnego. Został wybrany na jednego z senatorów reprezentujących Nową Południową Walię i utrzymał ten mandat aż do śmierci. W 1907 został liderem Partii Wolnego Handlu w Senacie, a po jej fuzji z Partią Protekcjonistyczną i powstaniu Związkowej Partii Liberalnej (CLP), objął stanowiska lidera wszystkich senatorów nowego ugrupowania. W 1909 wszedł w skład czwartego gabinetu Deakina jako wiceprzewodniczący Federalnej Rady Wykonawczej. W 1910 przeszedł wraz z całą swoją partią do opozycji. W 1913 został ministrem obrony w istniejącym do 1914 gabinecie Josepha Cooka. 
W 1917 znalazł się w szeregach Nacjonalistycznej Partii Australii, powstałej w wyniku połączenia CLP i Narodowej Partii Pracy. W lutym tego samego roku po raz trzeci znalazł się w rządzie (był to dokładnie trzeci gabinet Billy’ego Hughesa), ponownie jako wiceprzewodniczący Federalnej Rady Wykonawczej. Jesienią 1917 Millen został szefem nowo utworzonego resortu repatriacji, który zajmował się organizacją powrotu do kraju australijskich żołnierzy walczących na frontach I wojny światowej oraz przywracaniem ich do cywilnego życia w Australii. 
W latach 20. Millen zaczął systematycznie podupadać na zdrowiu, co jego lekarze wiązali z przepracowaniem, jednak mimo ich ostrzeżeń nie zdecydował się na ograniczenie swej aktywności. Zmarł w Melbourne 14 września 1923, w wieku 62 lat. Bezpośrednią przyczyną zgonu było ostre zapalenie nerek. Został pochowany z najwyższymi honorami państwowymi na cmentarzu Rockwood w Sydney.